# Blessing
Blessing és una concentració de població designada pel cens dels Estats Units a l'estat de Texas. Segons el cens del 2000 tenia 861 habitants.

## Demografia
Segons el cens del 2000, Blessing tenia 861 habitants, 300 habitatges, i 230 famílies. La densitat de població era de 163,8 habitants per km².
Dels 300 habitatges en un 39,7% hi vivien nens de menys de 18 anys, en un 64,3% hi vivien parelles casades, en un 8,7% dones solteres, i en un 23,3% no eren unitats familiars. En el 20,7% dels habitatges hi vivien persones soles el 10,7% de les quals corresponia a persones de 65 anys o més que vivien soles. El nombre mitjà de persones vivint en cada habitatge era de 2,87 i el nombre mitjà de persones que vivien en cada família era de 3,36.
Per edats la població es repartia de la següent manera: un 32,2% tenia menys de 18 anys, un 9,2% entre 18 i 24, un 26,5% entre 25 i 44, un 18,7% de 45 a 60 i un 13,5% 65 anys o més.
L'edat mediana era de 32 anys. Per cada 100 dones de 18 o més anys hi havia 102,8 homes.
La renda mediana per habitatge era de 22.989 $ i la renda mediana per família de 27.431 $. Els homes tenien una renda mediana de 25.833 $ mentre que les dones 30.288 $. La renda per capita de la població era de 10.980 $. Aproximadament el 26% de les famílies i el 24,2% de la població estaven per davall del llindar de pobresa.

## Poblacions properes
El següent diagrama mostra les poblacions més properes.